# طوطی سفید نوک‌دراز
طوطی سفید نوک‌دراز یا نوک‌روشن نوک‌دراز (نام علمی: Cacatua tenuirostris) نام یک گونه از سرده طوطی‌کاکلی‌های سفید است.